# Ben Caunt

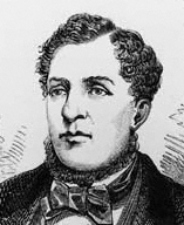
Benjamin Caunt

Ben Caunt (* 22. April 1815 in Hucknall Torkard; † 10. September 1861 in London) war ein britischer Boxer des Bare-knuckle Zeitalters. Seine Spitznamen waren Torkard Giant und Big Ben. Aus letzterem Spitznamen leitet sich möglicherweise auch die Bezeichnung für die schwerste Glocke des berühmten Uhrturms des Palace of Westminster in London ab.
Seinen letzten Kampf hatte er am 22. September 1857 mit 42 Jahren gegen den fünf Jahre jüngeren Nat Langham. Dieser endete unentschieden, da beide Kämpfer zu erschöpft waren, den Kampf fortzusetzen.